# Southampton Football Club
Pour les articles homonymes, voir Saints.
Maillots
Actualités
Le Southampton Football Club, surnommé The Saints, est un club anglais de football fondé en 1885 et basé à Southampton.
Le club regagne sa place en Premier League en 2012, sept ans après son dernier passage à ce niveau. Entre-temps, il est même tombé en League One, le troisième échelon, où il n'avait plus évolué depuis 1960. Southampton n'a inscrit qu'un seul titre majeur à son palmarès, la FA Cup en 1976, bien qu'il ait fini vice-champion d'Angleterre en 1984.
Depuis 2001, le Southampton FC joue ses matches à domicile au St Mary's Stadium après avoir quitté The Dell, stade qu'il occupait depuis 1898.
Les joueurs de Southampton portent habituellement des maillots rayés rouge et blanc, mais pour célébrer son 125e anniversaire, le club a repris le style de son maillot rouge d'origine. Plusieurs anciens joueurs des Saints ont connu une renommée internationale comme Alan Ball, Kevin Keegan, Peter Shilton, Matthew Le Tissier, James Beattie, Alan Shearer et Peter Crouch. Southampton est par ailleurs le club formateur de Theo Walcott et d'Alex Oxlade-Chamberlain ainsi que de Gareth Bale, parti à Tottenham puis au Real Madrid.
Le club entretient une rivalité avec Portsmouth qui se nomme le Derby de la Côte Sud.
Depuis 2017, le club est la propriété de l'homme d'affaires chinois Gao Jisheng.
Lors de la saison 2023-2024, le club a joué en Championship (deuxième division anglaise) avant de retrouver la Premier League pour la saison 2024-2025 et d'être relégué en deuxième division à l'issue de la saison. 

## Repères historiques

### Les débuts (1885-1966)
Le club est fondé le 21 novembre 1885 sous l'appellation St. Mary's Young Men's Association FC (pouvant être traduit par club de football association des jeunes hommes de Sainte Marie). Il prend le statut professionnel en 1894 et joue en Southern League. En 1897, il change de nom et devient le Southampton FC, abandonnant la référence religieuse de ses origines. Les joueurs y gagneront tout de même leur surnom : The Saints, en référence donc à Sainte Marie, la mère de Jésus.
Southampton gagne le Southern League trois années consécutives entre 1897 et 1899 puis en 1901, 1903 et 1904. Le succès entraîne de nombreux changements pour le club avec la construction du Dell en 1898 pour 8 000 £. Les Saints occuperont ce site pendant 103 ans, jusqu'en 2001. Le début du XXe siècle voit le club passer de peu à côté de succès national : en 1900 le club arrive pour la première fois en finale de la FA Cup mais le match se termine par un échec face à Bury sur un score de 4-0. Deux ans plus tard en 1902, le club perd à nouveau en finale, cette fois-ci sur le score de 2-1 contre Sheffield United.
Après la fin de la Première Guerre mondiale, le club rejoint la nouvelle troisième division de la Football League. En 1922, le club est promu en deuxième division.
En 1925 et 1927, Southampton arrive en demi-finales de la FA Cup, perdant respectivement 2-0 et 2-1 face à Sheffield United et Arsenal.
L'accession en première division est ratée de peu en 1947-1948 quand Southampton termine troisième. Le club échoue encore la saison d'après (malgré un avantage de huit points à huit matches de la fin de la saison). En 1949-1950, il rate la promotion pour 0,06 d'un but, malgré les contributions de Charlie Wayman qui a marqué 56 buts en championnat entre les saisons de 1948-1949 et 1949-1950. En 1953, le club est relégué en Division 3 (Sud).
Ce n'est qu'en 1960 que les Saints retrouvent la seconde division avec Derek Reeves qui a inscrit 39 des 106 buts des champions en troisième division. Le 27 avril 1963, le club perd 1-0 face à Manchester United en demi-finale de la FA Cup devant 68 000 spectateurs à Villa Park.

### Ascension en First Division et victoire en coupe (1966-1976)
Le rêve de voir du football de 1re division au Dell fut finalement réalisé en 1966 sous l'équipe de Ted Bates qui a terminé deuxième de la 2e division.
Le club restera parmi l'élite pendant huit ans terminant septième à deux reprises en 1968–1969 et en 1970–1971. Grâce à ces performances le club s'est vu qualifié pour la Coupe des villes de foires en 1969-1970 (éliminé au troisième tour face à Newcastle United) et son successeur, la Coupe UEFA, en 1971-72 où ils ont perdu au premier tour face à l'Athletic Bilbao.
En décembre 1973, l’entraîneur Ted Bates est remplacé par Lawrie McMenemy. Southampton est devenue une des premières victimes du nouveau système de relégation en 1974 quand ils ont été relégués avec Manchester United et Norwich City.
Sous McMenemy l'équipe s'est reconstruite en Second Division avec l'arrivée de joueurs comme Peter Osgood, Jim McCalliog, Jim Steele et Peter Rodrigues (capitaine). Le club a également vécu ce dont beaucoup considèrent comme le plus grand moment du club pour l'instant : en 1976, les Saints ont créé la surprise face à Manchester United en finale de la FA Cup en gagnant 1-0 grâce à un but de Bobby Stokes à la 83e minute.
La saison suivante, le club a retrouvé l'Europe à travers la Coupe d'Europe des vainqueurs de coupe de football où ils ont atteint les quarts de finale.

### Le nouveau stade et la chute (2001-2009)
En 2001, les Saints déménagent, abandonnant The Dell qui les accueillait depuis 1898, pour prendre possession du moderne St Mary's Stadium. Le dernier match de Premier League joué dans The Dell s'est déroulé le 19 mai 2001, pour la dernière journée de la saison 2000-2001. Southampton bat Arsenal par 3 buts à 2, grâce à un but de Matthew Le Tissier en toute fin de match, le dernier marqué à The Dell en Premier League. La saison suivante, c'est au St Mary's Stadium que Southampton accueille Chelsea pour son premier match à domicile et le premier match officiel dans sa nouvelle antre, ponctué par une défaite 2 buts à 0.
En avril 2009, le club est rétrogradé en 3e division. Quelques jours plus tôt, la Southampton Leisure Holdings, propriétaire du club, avait été mise sous contrôle judiciaire en raison d'importantes difficultés financières. La situation est due en grande partie à la construction du St Mary's Stadium en 2001, trop peu souvent rempli après la descente du club en Championship en 2005. Le 8 juillet 2009, le club est racheté par l'homme d'affaires suisse Markus Liebherr qui nomme Alan Pardew entraîneur le 17 juillet 2009.

### Le retour au sommet (2009-2023)

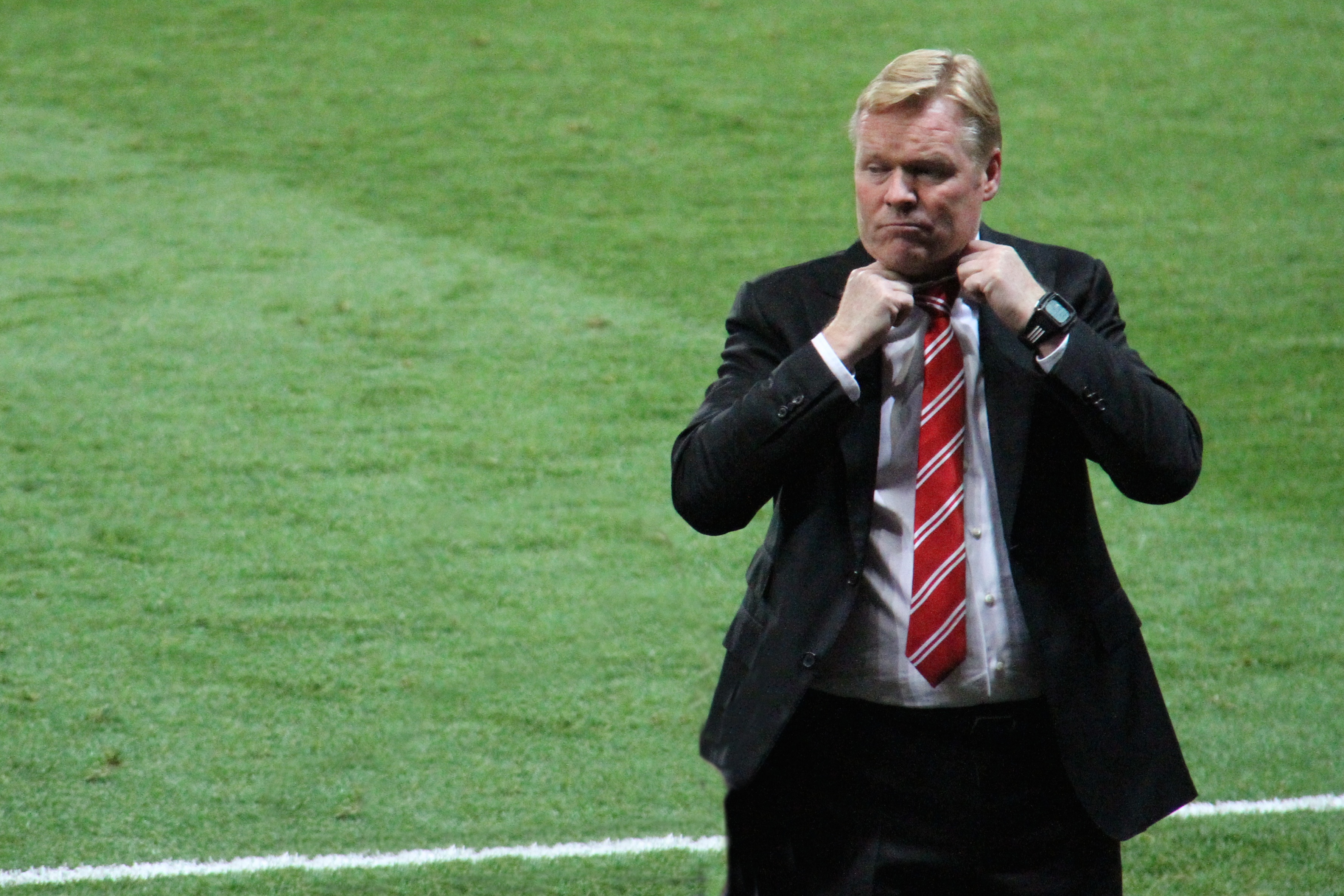
Ronald Koeman, entraîneur de l'équipe A de 2014 à 2016.

La saison 2009-2010 commence avec une pénalité de dix points pour Southampton, après que le club a été mis sous contrôle judiciaire la saison précédente. Même s'ils n'ont pas la faveur des pronostics à cause de ce handicap, les Saints réalisent une saison honorable, finissant à la septième place, à sept points d'Huddersfield Town, sixième et dernier qualifié pour les barrages de promotion. Sans la sanction de la Football League, Southampton aurait donc pu espérer une remontée immédiate, qui est finalement repoussée à la saison 2010-2011, où les Saints terminent vice-champions de League One et obtiennent la promotion. À la fin de la saison 2011-2012, le club est promu en Premier League, et il termine la saison 2012-2013 en 14e position. Lors de la saison 2013-2014, il termine en huitième position. Cependant, à l'issue de la saison, l'entraîneur Mauricio Pochettino quitte le club pour Tottenham Hotspur et le club souffre d'un exode de joueurs prometteurs. Luke Shaw, Rickie Lambert, Dejan Lovren, Adam Lallana et Calum Chambers quittent le club pour des clubs qui participent aux compétitions européennes.
Malgré cela, le club, désormais entrainé par l'ancien entraineur du Feyenoord Rotterdam Ronald Koeman, va pourtant réaliser l'un des meilleurs débuts de saison de son existence. À la clé, un mercato mené de main de maître. C'est ainsi que plusieurs révélations d'Eredivisie comme le meneur de jeu serbe du FC Twente Dušan Tadić, et notamment le « serial buteur » italien du Feyenoord Graziano Pellè débarquent chez les Saints, ainsi que l'ancien grand espoir du FC Metz Sadio Mané. Le secteur défensif est également revu de fond en comble avec notamment les arrivées de Ryan Bertrand, prêté par Chelsea ou le défenseur central belge Toby Alderweireld, prêté par l'Atletico Madrid, mais aussi Fraser Forster, international anglais, au poste de gardien de but. De plus, le métronome du milieu de terrain Morgan Schneiderlin, longtemps annoncé sur le départ vers des clubs plus prestigieux, reste chez les Saints.
Ainsi armé, malgré un début de saison compliqué avec un premier match conclu par une défaite face à Liverpool, les Saints vont ensuite enchaîner une impressionnante série jusqu'au mois de novembre avec un bilan de 11 victoires (notamment un retentissant 8-0 face à Sunderland), deux matchs nuls et deux défaites (face à Tottenham et une désillusion en League Cup face à Sheffield United). Pourtant, le club va progressivement lâcher du lest en enchaînant quatre revers de rang, notamment face à de grands clubs, avant de se ressaisir et de conforter sa place dans le haut du classement.
En 2022-2023, le Southampton FC connaît une saison catastrophique, terminant bon dernier avec 25 points seulement, le plus faible total de toute son histoire. Il n'enregistre que 6 victoires pour 7 matchs nuls et 27 défaites (36 buts seulement marqués pour 73 encaissés). Les Saints retrouvent la deuxième division, après onze saisons passées en première division, où ils n'auront pas particulièrement brillé : leur meilleure performance est une sixième place lors de la saison 2015-2016.
A l'issue de la saison 2022-23, le club est relégué en D2, mais est promu la saison suivante.

## Palmarès et statistiques

### Titres et trophées
| Compétitions nationales |
| --- |
| - Premier League (0) - Vice-champion : 1984 - Championship (0) - Vice-champion : 1966, 1978, 2012 - League One (1) - Champion : 1960 - Vice-champion : 2011 - Division Three South (1) - Champion : 1922 - Vice-champion : 1921 - FA Cup (1) - Vainqueur : 1976 - Finaliste : 1900, 1902, 2003 - League Cup (0) - Finaliste : 1979 et 2017. - Community Shield (0) - Finaliste : 1976 - Football League Trophy (1) - Vainqueur : 2010 - Texaco Cup (0) - Finaliste : 1975 - Full Members Cup (0) - Finaliste : 1992 - Tennent Caledonian Cup (1) - Vainqueur : 1976 |

### Championnats anglais
| Division                    | Participations | Dernière saison | Meilleure performance    | J     | G   | N   | P   | Bp    | Bc    | Diff. |
| --------------------------- | -------------- | --------------- | ------------------------ | ----- | --- | --- | --- | ----- | ----- | ----- |
| Premier League/Division One | 46             | 2022-2023       | 2e en 1984               | 1 834 | 594 | 502 | 738 | 2 384 | 2 766 | -382  |
| Championship/Division Two   | 39             | 2011-2012       | 2e en 1966, 1978 et 2012 | ?     | ?   | ?   | ?   | ?     | ?     | ?     |
| League One/Division Three   | 11             | 2010-2011       | 1er en 1960              | ?     | ?   | ?   | ?   | ?     | ?     | ?     |

Southampton FC a disputé 46 saisons de Premiership, se répartissant sur trois périodes : 8 saisons entre 1966 et 1974, 27 saisons entre 1978 et 2005 et 11 saisons entre 2012 et 2023.
Les Saints signent leur meilleure performance lors de la saison 1983-1984, qu'ils terminent à la deuxième place, seulement trois points derrière Liverpool. La saison suivante, ils réalisent la deuxième meilleure performance de leur histoire, avec une cinquième place finale. Le club finit également sixième en 2015-2016, et à cinq reprises en septième position en 1968-1969, 1970-1971, 1981-1982, 1989-1990 et 2014-2015.
Les Saints ont également passé 39 saisons au deuxième échelon national sans jamais parvenir à finir champions, malgré trois deuxièmes places en 1966, 1978 et 2012, et onze saisons au troisième échelon pour un titre, en 1960.

### Coupe d'Angleterre
4 finales jouées, dont 1 gagnée; 11 participations aux demi-finales, dont 4 qualifications.
1 finale gagnée :
- En 1976, contre Manchester United 1-0
1er mai 1976. Londres-Wembley. 100 000 spectateurs. But : Bobby Stokes 83e.
Turner - Rodrigues, Peach, Holmes, Blyth - Steele, Gilchrist, Channon - Osgood, McCalliog, Stokes. Entraîneur : Lawrie McMenemy.
3 finales perdues :
- En 1900, contre Bury 0-4 

- En 1902, contre Sheffield United 1-1 puis 1-2 

- En 2003, contre Arsenal 0-1

### Coupes d'Europe
Southampton compte sept participations dans les coupes européennes. Elle s'est qualifiée à cinq reprises pour la Coupe UEFA, une fois pour l'ancienne Coupe des vainqueurs de coupe et une fois pour l'ancienne Coupe des villes de foires.
| Compétition                   | Participations   | Dernière participation | Meilleure performance   | J  | G | N | P | Bp | Bc | Diff. |
| ----------------------------- | ---------------- | ---------------------- | ----------------------- | -- | - | - | - | -- | -- | ----- |
| Coupe des vainqueurs de coupe | 1                | 1976-1977              | Quart de finale en 1977 | 6  | 4 | 0 | 2 | 16 | 8  | +8    |
| Coupe des villes de foires    | 1                | 1969-1970              | 8e de finale en 1970    | 6  | 2 | 3 | 1 | 11 | 6  | +5    |
| Coupe UEFA                    | 5                | 2003-2004              | 2e tour en 1981         | 12 | 2 | 6 | 4 | 11 | 14 | -3    |
| Total                         | 7 participations | 7 participations       | 7 participations        | 24 | 8 | 9 | 7 | 38 | 28 | +10   |

Joueurs utilisés : 1. Mick Channon 16 matchs, 2. Steve Williams, Nick Holmes 12, 4. Bobby Stokes 11, 5. Hugh Fisher 10
Meilleurs buteurs : 1. Mick Channon 9 buts, 2. Ron Davies 4

## Joueurs et personnalités du club

### Effectif professionnel actuel
Le premier tableau liste l'effectif professionnel du Southampton FC. Le second recense les prêts effectués par le club lors de la saison 2025-2026.
En grisé, les sélections de joueurs internationaux chez les jeunes mais n'ayant jamais été appelés aux échelons supérieurs une fois l'âge-limite dépassé ou les joueurs ayant pris leur retraite internationale.

### Records
Assiduité
1. Terry Paine 809 matches officiels ; 2. Mick Channon 596 ; 3. Nick Holmes (en) 539 ; 4. Matt Le Tissier 528 ; 5. Tommy Traynor (en) 481 ; 6. Jason Dodd 479 ; 7. Eric Day 422 ; 8. John Sydenham (en) 398 ; 9. Francis Benali 385 ; 10. Hugh Fisher 354…
Buteurs (tous matches officiels)
1. Mick Channon 227 buts ; 2. Matt Le Tissier 200 ; 3. Terry Paine 185 ; 4. George O'Brien 178 ; 5. Derek Reeves 168 ; 6. Eric Day 158 ; 7. Ron Davies 153 ; 8. Martin Chivers 106 ; 9. Tommy Mulgrew (en) 100…

### Joueurs français à Southampton
Quinze joueurs français ont porté, à ce jour, les couleurs du Southampton FC : Patrick Colleter (1998-00), Fabrice Fernandes (2001-2005), Eric Hassli (2002), Léandre Griffit (2003-2005), Olivier Bernard (2004-2005), Yoann Folly (2003-2005), Grégory Vignal (2007-2008), Vincent Péricard (de mars à juin 2008), Morgan Schneiderlin (2008-2015), Romain Gasmi (2008-2009), Djombo N'Guessan (janvier-juin 2011), Jérémy Pied (2016-2018), Yan Valery (2016-2021), Ibrahima Diallo (2020-2023) et Romain Perraud (2021-2024). Sofiane Boufal (2016-2020), le joueur le plus cher de l’histoire de Southampton, possède la double nationalité franco-marocaine, Sékou Mara (depuis 2022).

### Entraîneurs
Mise à jour : 24 février 2023
| Nom                             | Nationalité     | De             | Jusqu'à        | Matches | Victoires | Nuls | Défaites | % Vic  | Trophées                 |
| ------------------------------- | --------------- | -------------- | -------------- | ------- | --------- | ---- | -------- | ------ | ------------------------ |
| Cecil Knight (en)               | Angleterre      | Août 1892      | Mai 1895       | 25      | 15        | 2    | 8        | 60,00  |                          |
| Charles Robson (en)             | Angleterre      | Août 1895      | Mai 1896       | 23      | 16        | 0    | 7        | 69,57  |                          |
| Alfred McMinn (en)              | Angleterre      | Août 1896      | Mai 1897       | 27      | 19        | 7    | 1        | 70,37  | 1 Southern League        |
| Ernest Arnfield (en)            | Angleterre      | Août 1897      | Mai 1911       | 514     | 268       | 107  | 139      | 52,14  | 5 Southern Leagues       |
| George Swift (en)               | Angleterre      | Août 1911      | Mai 1912       | 39      | 10        | 11   | 18       | 25,64  |                          |
| Ernest Arnfield (en)            | Angleterre      | Août 1912      | Mai 1919       | 121     | 46        | 25   | 50       | 38,02  |                          |
| Jimmy McIntyre (en)             | Angleterre      | Août 1919      | Décembre 1924  | 209     | 85        | 77   | 47       | 40,67  | 1 Third Division Sud     |
| Arthur Chadwick (en)            | Angleterre      | Octobre 1925   | Mai 1931       | 256     | 100       | 60   | 96       | 39,06  |                          |
| George Kay                      | Angleterre      | Mai 1931       | Mai 1936       | 219     | 76        | 43   | 100      | 34,70  |                          |
| George Goss (en)                | Angleterre      | Mai 1936       | Mars 1937      | 32      | 10        | 8    | 14       | 31,25  |                          |
| Tom Parker (en)                 | Angleterre      | Mars 1937      | Juin 1943      | 97      | 29        | 22   | 46       | 29,90  |                          |
| Arthur Dominy (en)              | Angleterre      | Juin 1943      | Janvier 1946   | 0       | 0         | 0    | 0        | N.A.   |                          |
| Bill Dodgin                     | Angleterre      | Janvier 1946   | Août 1949      | 137     | 65        | 28   | 44       | 47,45  |                          |
| Sid Cann (en)                   | Angleterre      | Août 1949      | Décembre 1951  | 107     | 41        | 33   | 33       | 38,32  |                          |
| George Roughton (en)            | Angleterre      | Mars 1952      | Septembre 1955 | 156     | 63        | 37   | 56       | 40,38  |                          |
| Ted Bates (en)                  | Angleterre      | Septembre 1955 | Novembre 1973  | 850     | 333       | 212  | 305      | 39,18  | 1 Third Division         |
| Lawrie McMenemy (en)            | Angleterre      | Novembre 1973  | Juin 1985      | 539     | 225       | 144  | 170      | 41,741 | 1 FA Cup                 |
| Chris Nicholl                   | Irlande du Nord | Juillet 1985   | Mai 1991       | 293     | 100       | 86   | 107      | 34,13  |                          |
| Ian Branfoot                    | Angleterre      | Juin 1991      | Janvier 1994   | 128     | 37        | 34   | 57       | 28,91  |                          |
| Alan Ball                       | Angleterre      | Janvier 1994   | Juillet 1995   | 67      | 22        | 24   | 21       | 32,84  |                          |
| David Merrington (en)           | Angleterre      | Juillet 1995   | Juin 1996      | 48      | 15        | 13   | 20       | 31,25  |                          |
| Graeme Souness                  | Écosse          | Juillet 1996   | Juin 1997      | 48      | 14        | 15   | 19       | 29,17  |                          |
| Dave Jones                      | Angleterre      | Juin 1997      | Janvier 2000   | 113     | 37        | 22   | 54       | 32,74  |                          |
| Glenn Hoddle                    | Angleterre      | Janvier 2000   | Mars 2001      | 52      | 22        | 12   | 18       | 42,31  |                          |
| Stuart Gray (en)                | Angleterre      | Mars 2001      | Octobre 2001   | 19      | 6         | 2    | 11       | 31,58  |                          |
| Gordon Strachan                 | Écosse          | Octobre 2001   | Février 2004   | 110     | 39        | 32   | 39       | 35,45  |                          |
| Steve Wigley (en)               | Angleterre      | Février 2004   | Mars 2004      | 2       | 0         | 2    | 0        | 0,00   |                          |
| Paul Sturrock                   | Écosse          | Mars 2004      | Août 2004      | 13      | 5         | 2    | 6        | 38,46  |                          |
| Steve Wigley (en)               | Angleterre      | Août 2004      | Décembre 2004  | 17      | 3         | 6    | 8        | 17,65  |                          |
| Harry Redknapp                  | Angleterre      | Décembre 2004  | Décembre 2005  | 49      | 13        | 21   | 15       | 26,53  |                          |
| Dave Bassett (en) & Dennis Wise | Angleterre      | Décembre 2005  | Décembre 2005  | 3       | 1         | 1    | 1        | 33,33  |                          |
| George Burley                   | Écosse          | Décembre 2005  | Janvier 2008   | 109     | 45        | 25   | 39       | 41,28  |                          |
| John Gorman (en) & Jason Dodd   | Angleterre      | Janvier 2008   | Février 2008   | 6       | 1         | 1    | 4        | 16,67  |                          |
| Nigel Pearson                   | Angleterre      | Février 2008   | Mai 2008       | 14      | 3         | 7    | 4        | 21,43  |                          |
| Jan Poortvliet                  | Pays-Bas        | Mai 2008       | Janvier 2009   | 32      | 8         | 8    | 16       | 25,00  |                          |
| Mark Wotte                      | Pays-Bas        | Janvier 2009   | Juillet 2009   | 18      | 4         | 7    | 7        | 22,22  |                          |
| Alan Pardew                     | Angleterre      | Juillet 2009   | Août 2010      | 64      | 34        | 17   | 13       | 53,13  | 1 Football League Trophy |
| Dean Wilkins (en)               | Angleterre      | Août 2010      | Septembre 2010 | 3       | 0         | 0    | 3        | 0,00   |                          |
| Nigel Adkins                    | Angleterre      | Septembre 2010 | Janvier 2013   | 124     | 67        | 25   | 32       | 54,03  |                          |
| Mauricio Pochettino             | Argentine       | Janvier 2013   | Mai 2014       | 60      | 23        | 18   | 19       | 38,33  |                          |
| Ronald Koeman                   | Pays-Bas        | Juin 2014      | Mai 2016       | 70      | 32        | 14   | 24       | 45,71  |                          |
| Claude Puel                     | France          | Juin 2016      | Juin 2017      | 53      | 20        | 13   | 20       | 37,74  |                          |
| Mauricio Pellegrino             | Argentine       | Juin 2017      | Mars 2018      | 34      | 8         | 13   | 13       | 23,5   |                          |
| Mark Hughes                     | Pays de Galles  | Mars 2018      | Décembre 2018  | 27      | 5         | 10   | 12       | 18,52  |                          |
| Ralph Hasenhüttl                | Autriche        | Décembre 2018  | Novembre 2022  | 173     | 60        | 38   | 75       | 34.68  |                          |
| Nathan Jones                    | Pays de Galles  | Novembre 2022  | Février 2023   | 14      | 5         | 0    | 9        | 35.71  |                          |
| Rubén Sellés                    | Espagne         | Février 2023   | juin 2023      | 0       | 0         | 0    | 0        | 0.00   |                          |
| Russell Martin                  | Écosse          | juin 2023      | décembre 2024  | 0       | 0         | 0    | 0        | 0.00   |                          |
| Ivan Jurić                      | Croatie         | décembre 2024  | avril 2025     | 0       | 0         | 0    | 0        | 0.00   |                          |
| Simon Rusk                      | Écosse          | avril 2025     |                |         |           |      |          |        |                          |

### Quelques joueurs d'hier et d'aujourd'hui
- Gareth Bale -  Pays de Galles
- Djamel Belmadi -  Algérie
- Francis Benali -  Angleterre
- Sofiane Boufal -  Maroc
- Wayne Bridge -  Angleterre
- Calum Chambers -  Angleterre
- Nathaniel Clyne -  Angleterre
- Jason Dodd -  Angleterre
- Mark Draper -  Angleterre
- Jeff Kenna -  Angleterre
- Adam Lallana -  Angleterre
- Matt Le Tissier -  Angleterre
- Dejan Lovren -  Croatie
- Sadio Mane -  Sénégal
- Alex Oxlade-Chamberlain -  Angleterre
- Jay Rodriguez -  Angleterre
- Youssef Safri -  Maroc
- Luke Shaw -  Angleterre
- Alan Shearer -  Angleterre
- Peter Shilton -  Angleterre
- Neil Shipperley -  Angleterre
- Virgil van Dijk -  Pays-Bas
- Theo Walcott -  Angleterre
- James Ward-Prowse -  Angleterre

## Structures du club

### Stade
Le Southampton Football Club évolue à domicile au St Mary's Stadium, situé dans la ville de Southampton. Il est inauguré le 11 août 2001 et possède une capacité de 32 689 places.

### Équipementiers et sponsors
Depuis 2016 l'équipementier des Saints est Under Armour, dont le club du sud de l'Angleterre est le seul représentant de la marque américaine.